# Wisła Płock (piłka nożna) w sezonie 2011/2012

## Miejsca w tabeli
| 1 | 2 | 3 | 4 | 5 | 6  | 7  | 8  | 9  | 10 | 11 | 12 | 13 | 14 | 15 | 16 | 17 | 18 | 19 | 20 | 21 | 22 | 23 | 24 | 25 | 26 | 27 | 28 | 29 | 30 | 31 | 32 | 33 | 34 |
| 5 | 2 | 5 | 2 | 8 | 11 | 11 | 10 | 10 | 12 | 15 | 15 | 14 | 14 | 15 | 16 | 15 | 15 | 13 | 14 | 14 | 14 | 13 | 14 | 15 | 15 | 14 | 14 | 14 | 14 | 15 | 15 | 15 | 16 |

## Mecze

### Sparingi

#### runda jesienna
| data                | przeciwnik                | miejsce        | wynik | bramki                                                                              |
| 1 lipca 2011 11:00  | Legia Warszawa            | Warszawa       | 1:4   | Robert Chwastek 61'                                                                 |
| 2 lipca 2011 11:00  | MKS Kutno                 | Płock          | 1:1   | Kacper Tatara 12'                                                                   |
| 2 lipca 2011 14:00  | OKS 1945 Olsztyn          | Płock          | 1:0   | Damian Łazicki 6'                                                                   |
| 6 lipca 2011 12:00  | Zawisza Bydgoszcz         | Bydgoszcz      | 0:0   | brak                                                                                |
| 7 lipca 2011        | Polonia Warszawa (ME)     | Pruszków       | 4:1   | Bartłomiej Sielewski 15', Édison 36', Łukasz Sekulski 49', Łukasz Sekulski 77'      |
| 9 lipca 2011 11:00  | Wisła Puławy              | Pęcław         | 0:0   | brak                                                                                |
| 9 lipca 2011 16:00  | Motor Lublin              | Pęcław         | 2:2   | João Paulo Daniel 75', Eivinas Zagurskas 82'                                        |
| 13 lipca 2011       | Pelikan Łowicz            | Pęcław         | 2:5   | Robert Chwastek 25', Robert Chwastek 80'                                            |
| 13 lipca 2011 17:00 | Pogoń Siedlce             | Pęcław         | 2:3   | Łukasz Nadolski, Robert Chwastek                                                    |
| 15 lipca 2011 12:30 | Radomiak Radom            | Miętne         | 4:2   | Damian Jaroń 42', Robert Chwastek 50', João Paulo Daniel 64', João Paulo Daniel 90' |
| 16 lipca 2011 12:00 | Świt Nowy Dwór Mazowiecki | Nowy Dwór Maz. | 0:0   | brak                                                                                |

#### runda wiosenna
| data                   | przeciwnik                | miejsce        | wynik    | bramki |
| 21 stycznia 2012 12:00 | Legionovia Legionowo      | Płock          | 1:1      | Kamil Biliński 61' |
| 25 stycznia 2012 12:00 | Radomiak Radom            | Płock          | 2:2      | Szymon Matuszek 48', Patryk Kamiński 79' |
| 28 lipca 2012 12:00    | Świt Nowy Dwór Mazowiecki | Nowy Dwór Maz. | 2:0      | Kamil Biliński 2', Kamil Biliński 55' |
| 4 lutego 2012 12:15    | Elana Toruń               | Toruń          | 1:3      | Kamil Biliński 77' |
| 11 lutego 2012 11:00   | Wisła II Płock            | Płock          | 8:2      | Kamil Biliński 2', Kamil Biliński 12', Richard David 30', João Paulo Daniel 33', Kamil Biliński 52', Kamil Biliński 71', Kamil Biliński 80', Ariel Jakubowski 89'[k.] |
| 11 lutego 2012 12:00   | Olimpia Grudziądz         | Grudziądz      | odwołany | |
| 17 lutego 2012 12:00   | Zawisza Bydgoszcz         | Płock          | 1:2      | Mosart 65' |
| 23 lutego 2012 11:00   | Pelikan Łowicz            | Płock          | 3:1      | João Paulo Daniel 15', Ricardinho 40', Mosart 67' |
| 29 lutego 2012 14:00   | Dukla Praga (juniorzy)    | Praga          | 4:0      | Ricardinho 13', Marko Radić 62', Piotr Petasz 70', Mosart 75' |
| 3 marca 2012 10:30     | Admira Praga              | Praga          | 3:1      | João Paulo Daniel 69', Ariel Jakubowski 75', João Paulo Daniel 79' |
| 6 marca 2012 10:00     | Bohemians Praga           | Praga          | 3:0      | Piotr Petasz 25', Kamil Biliński 64, Kamil Biliński 86' |
| 10 marca 2012 12:00    | Znicz Pruszków            | Płock          | 0:0      | brak |

### I Liga

#### runda jesienna
| kolejka | data             | przeciwnik                   | Dom/Wyjazd | wynik | bramki                                                       |
| 1       | 24.07.2011 18:30 | Piast Gliwice                | D          | 1:0   | Kamil Biliński 88'                                           |
| 2       | 30.07.2011 18:00 | Sandecja Nowy Sącz           | W          | 3:1   | Ricardinho 41', João Paulo Daniel 45', Eivinas Zagurskas 64' |
| 3       | 07.08.2011 18:30 | Termalica Bruk-Bet Nieciecza | D          | 1:3   | Kamil Biliński 65'                                           |
| 4       | 13.08.2011 18:30 | Olimpia Elbląg               | W          | 1:1   | Kamil Biliński 33'                                           |
| 5       | 20.08.2011 18:30 | Olimpia Grudziądz            | D          | 1:1   | Ariel Jakubowski 90' (k)                                     |
| 6       | 27.08.2011 17:00 | Ruch Radzionków              | W          | 0:1   | brak                                                         |
| 7       | 04.09.2011 18:30 | Flota Świnoujście            | D          | 0:2   | brak                                                         |
| 8       | 10.09.2011 16:00 | Dolcan Ząbki                 | W          | 2:1   | Patryk Kamiński 56', Ricardinho 73'                          |
| 9       | 14.08.2011 18:30 | Kolejarz Stróże              | D          | 0:2   | brak                                                         |
| 10      | 18.09.2011 16:00 | GKS Bogdanka                 | W          | 1:2   | Łukasz Nadolski 36'                                          |
| 11      | 24.09.2011 18:30 | GKS Katowice                 | D          | 0:2   | brak                                                         |
| 12      | 01.10.2011 19:00 | Zawisza Bydgoszcz            | W          | 1:2   | Ricardinho 79'                                               |
| 13      | 07.10.2011 18:30 | Górnik Polkowice             | D          | 1:0   | Kamil Biliński 23'                                           |
| 14      | 12.10.2011 19:47 | Arka Gdynia                  | D          | 0:2   | brak                                                         |
| 15      | 15.10.2011 18:00 | Polonia Bytom                | W          | 0:2   | brak                                                         |
| 16      | 22.10.2011 19:47 | Pogoń Szczecin               | D          | 0:0   | brak                                                         |
| 17      | 29.10.2011 19:00 | Warta Poznań                 | W          | 2:1   | João Paulo Daniel 8', Ricardinho 90'                         |

#### runda wiosenna
| kolejka | data             | przeciwnik                   | Dom/Wyjazd | Wynik | bramki |
| 18      | 05.11.2011 18:00 | Piast Gliwice                | W          | 1:2   | Ricardinho 32' |
| 19      | 13.11.2011 15:00 | Sandecja Nowy Sącz           | D          | 6:1   | João Paulo Daniel 18', Kamil Biliński 26', El Haji Matar Gueye 33', El Haji Matar Gueye 47', Kamil Biliński 55', João Paulo Daniel 67' |
| 20      | 19.11.2011 11:30 | Termalica Bruk-Bet Nieciecza | W          | 0:1   | brak |
| 21      | 17.03.2012 16:00 | Olimpia Elbląg               | D          | 1:1   | Mosart 22' |
| 22      | 24.03.2012 15:00 | Olimpia Grudziądz            | W          | 3:3   | Ricardinho 40', Ariel Jakubowski 82' (k), Kamil Biliński 84'                                                                           |
| 23      | 31.03.2012 16:00 | Ruch Radzionków              | D          | 2:0   | Mosart 82', Łukasz Sekulski 90' |
| 24      | 07.04.2012 16:00 | Flota Świnoujście            | W          | 2:2   | João Paulo Daniel 77', Łukasz Nadolski 82'                                                                                             |
| 25      | 14.04.2012 16:00 | Dolcan Ząbki                 | D          | 1:2   | Kamil Biliński 49' |
| 26      | 18.04.2012 16:00 | Kolejarz Stróże              | W          | 0:2   | brak |
| 27      | 21.04.2012 16:00 | GKS Bogdanka                 | D          | 3:1   | Kamil Biliński 10', Ricardinho 16', Kamil Biliński 83'                                                                                 |
| 28      | 28.04.2012 18:00 | GKS Katowice                 | W          | 1:0   | Mosart 25' |
| 29      | 05.05.2012 19:00 | Zawisza Bydgoszcz            | D          | 0:1   | brak |
| 30      | 09.05.2012 17:00 | Górnik Polkowice             | W          | 2:2   | Ricardinho 40', Ricardinho 70' |
| 31      | 12.05.2012 17:30 | Arka Gdynia                  | W          | 0:1   | brak |
| 32      | 16.05.2012 18:30 | Polonia Bytom                | D          | 0:2   | brak |
| 33      | 19.05.2012 17:00 | Pogoń Szczecin               | W          | 0:3   | brak |
| 34      | 26.05.2012 17:00 | Warta Poznań                 | D          | 3:3   | Ricardinho 3', Ricardinho84', Ricardinho 86'                                                                                           |

### Puchar Polski
| etap               | data             | przeciwnik  | Dom/Wyjazd | wynik | bramki |
| runda przedwstępna | 20.07.2011 17:00 | Alit Ożarów | W          | 7:1   | Łukasz Sekulski 54', Bartłomiej Sielewski 64', Łukasz Sekulski 70', Łukasz Sekulski 79', Robert Chwastek 82', Damian Jaroń 89', Radosław Kursa 90' |
| runda wstępna      | 03.08.2011 17:00 | Resovia     | W          | 3:5   | Eivinas Zagurskas 54', Kamil Biliński 59', Kamil Biliński 89'                                                                                      |

## Strzelcy
| Liga | PP | Zawodnik             |
| ---- | -- | -------------------- |
| 12   | 0  | Ricardinho           |
| 10   | 2  | Kamil Biliński       |
| 5    | 0  | João Paulo Daniel    |
| 3    | 0  | Mosart               |
| 2    | 0  | El Haji Matar Gueye  |
| 2    | 0  | Ariel Jakubowski     |
| 2    | 0  | Łukasz Nadolski      |
| 1    | 0  | Patryk Kamiński      |
| 1    | 3  | Łukasz Sekulski      |
| 1    | 1  | Eivinas Zagurskas    |
| 0    | 1  | Robert Chwastek      |
| 0    | 1  | Damian Jaroń         |
| 0    | 1  | Radosław Kursa       |
| 0    | 1  | Bartłomiej Sielewski |

## Transfery

### runda jesienna
- Przyszli: Damian Drężewski (Ursynów Warszawa (juniorzy)), Édison (Palmas FR), Jacek Góralski (Błękitni Gąbin), Ariel Jakubowski (Ruch Chorzów), João Paulo Daniel (Pao de Açúcar EC), Patryk Kamiński (Start Otwock), Daniel Mitura (rezerwy), Ricardinho (GKS Bogdanka), Bartłomiej Sielewski (Piast Gliwice), Jacek Skrzyński (GKP Gorzów Wielkopolski), Łukasz Synowicz (rezerwy), Eivinas Zagurskas (GKS Bogdanka), Rafał Zembrowski (Polonia Warszawa (ME))
- Odeszli: Mateusz Bąk (Podbeskidzie Bielsko-Biała), Tomasz Grudzień (Elana Toruń), Krzysztof Hus (Stal Rzeszów), Piotr Karwan (Motor Lublin), Mateusz Lewandowski (Pogoń Szczecin), Damian Łazicki (-), Marcin Nowacki (Miedź Legnica), Marcin Pacan (Olimpia Elbląg), Rafael Mariucci (-), Robert Sing (-), Michał Twardowski (Resovia), Bartosz Wiśniewski (Sandecja Nowy Sącz), Jakub Zabłocki (-), Arkadiusz Żaglewski (Jeziorak Iława)

### runda wiosenna
- Przyszli: Adrian Bieńkowski (rezerwy), Richard David (ČSK Uherský Brod), Damian Koryto (rezerwy), Jakub Kustra (rezerwy), Szymon Matuszek (Piast Gliwice), Mosart (brak klubu), Boris Peškovič (Górnik Zabrze), Piotr Petasz (Pogoń Szczecin), Marko Radić (MFK Ružomberok), Michał Rutkowski (Sokół Kleczew), Michał Kołodziejski (rezerwy)
- Odeszli: Damian Adamczyk (rezerwy), Robert Chwastek (Dolcan Ząbki), Damian Drężewski (rezerwy), Édison (-), Radosław Kursa (Motor Lublin), Mateusz Pielak (rezerwy), Bartłomiej Sielewski (rezerwy), Jacek Skrzyński (Piast Karnin)

## Statystyki
|  | drużyna zwyciężyła |  | drużyna zremisowała |  | drużyna przegrała |  | zawodnik w meczu nie wystąpił |

| xx | piłkarz rezerwowy | xx | piłkarz z I składu | xx/xx | zawodnik otrzymał żółtą/czerwoną kartkę | x | zawodnik otrzymał żółtą a następnie czerwoną kartkę |